# Clasificare UNESCO
Clasificarea UNESCO este un sistem dezvoltat de UNESCO pentru clasificarea lucrărilor din cercetare și a dizertațiilor.
11. Logică 

12. Matematică 

21. Astronomie și Astrofizică 

22. Fizică 

23. Chimie 

24. Științele vieții 

25. Științele Pământului și ale spațiului 

31. Științe agricole 

32. Științe medicale 

33. Științe tehnologice 

51. Antropologie 

52. Demografie 

53. Științe economice 

54. Geografie 

55. Istorie 

56. Științe juridice și Drept 

57. Lingvistică 

58. Pedagogie 

59. Științe politice 

61. Psihologie 

62. Știința artelor și literelor 

63. Sociologie 

71. Etică 

72. Filosofie 